# Jon Ledecky
Jonathan Joseph Ledecky (* 9. února 1958 New York) je americký podnikatel a spolumajitel hokejového týmu New York Islanders a jeho farmy Bridgeport Islanders.
Jeho neteří je několikanásobná olympijská vítězka v plavání Katie Ledecká.

## Životopis
Narodil se 9. února roku 1958 v New Yorku československému přistěhovalci, který přišel do Ameriky studovat na Rutgers University. Vyrůstal v Queensu a Brooklynu a stal se fanouškem New York Yankees. 
V roce 1972 se přestěhoval do Greenwiche ve státě Connecticut, kde navštěvoval místní střední školu a pracoval ve školních novinách, což by mu vyneslo novinářské stipendium na Vanderbiltově univerzitě. To zatrhl jeho otec, který chtěl aby studoval na Ivy League. 
Pokračoval v obchodní administrativě na Harvardově univerzitě a pokračoval v reportérské práci. V roce 1979 získal bakalářský titul a v roce 1983 dokončil magisterské studium obchodní administrativy. 
V roce 1994 byl propuštěn ze společnosti Steelcase a následně otevřel vlastní společnost U.S. Office Products v oboru kancelářských potřeb. V době, kdy ji v roce 1998 opustil, se jeho jmění odhadovalo na 200 milionů dolarů.
V roce 1998 téměř koupil podíl v Cincinnati Reds, než jeho nabídku dorovnal Carl Lindner. Později se ucházel o podíl v Los Angeles Dodgers. Nakonec se stal spoluzakladatelem společnosti Lincoln Holdings, která koupila klub Washington Capitals a podíl v klubu Washington Wizards. V roce 2000 se společně se ucházel o vlastnictví Montreal Canadiens. V roce 2001 prodal svůj podíl ve společnosti Lincoln Holdings za více než 70 milionů dolarů. Následující roky se ucházel o Oakland Athletics a Washington Nationals.
V říjnu 2014 a jeho bývalý spolubydlící z Harvardu Scott D. Malkin uzavřeli dohodu o koupi New York Islanders od Charlese Wanga. Během dvouletého přechodného období se stali menšinovými vlastníky a do roku 2016 získali většinový podíl.